# Slavkovita
La slavkovita és un mineral de la classe dels fosfats.

## Característiques
La slavkovita és un arsenat de fórmula química Cu13(AsO₄)₆(AsO₃OH)₄·23H₂O. Va ser aprovada com a espècie vàlida per l'Associació Mineralògica Internacional l'any 2004, sent publicada per primera vegada el 2010. Cristal·litza en el sistema triclínic. La seva duresa a l'escala de Mohs es troba entre 3,5 i 4.
L'exemplar que va servir per a determinar l'espècie, el que es coneix com a material tipus, es troba conservat al Museu Nacional de Praga, a la República Txeca, amb el número de catàleg: 83.038.

## Formació i jaciments
Va ser descrita a partir de mostres recollides al filó Geschieber de la mina Svornost, a la localitat de Jáchymov del districte de Karlovy Vary (Regió de Karlovy Vary, República Txeca). També ha estat descrita en altres indrets de la República Txeca, així com a Grècia i Rússia.